# آرثر أشلي
آرثر أشلي (بالإنجليزية: Arthur Ashley)‏ هو كاتب سيناريو ومخرج وممثل أمريكي، ولد في 6 أكتوبر 1886 في نيويورك في الولايات المتحدة، وتوفي في 28 ديسمبر 1970 في لونغ آيلند في الولايات المتحدة.

## وصلات خارجية
- آرثر أشلي على موقع IMDb (الإنجليزية)
- آرثر أشلي على موقع قاعدة بيانات الفيلم (الإنجليزية)